# Economía de Mozambique
En 1975, año de su independencia, Mozambique era uno de los países más pobres del mundo. Problemas de gestión de una guerra civil entre el 1977 y el 1992 empeoraron la situación. La reconstrucción del país, tras el final de la guerra civil y de las inundaciones de 2000, se ha visto en ciertas regiones obstaculizada por la existencia de minas terrestres sin desactivadar. Su producto interno bruto fue US$ 3,6 mil millones de dólares en 2001.
En 1987 el gobierno comenzó una serie de reformas macroeconómicas con fines de estabilizar la economía. Estas reformas, adoptadas con ayuda internacional y combinadas con elecciones libres el 1994, resultaron en la mejora de las tasas de crecimiento. Reformas monetarias redujeron la inflación. Reformas fiscales condujeron a una mejora de la recaudación.
Sin embargo, el país sigue dependiente de asistencia internacional para casi mitad de su presupuesto anual, y una parte de la población sigue bajo la línea de pobreza. La agricultura de subsistencia sigue siendo la principal fuente de renta de la mayoría de la población.

## Primeras monedas
Durante esta época colonial, la falta de monedas y la débil economía hicieron que se permitiera la circulación de monedas extranjeras en todo el territorio. Para legalizar dicha circulación las piezas se contramarcaron con diferentes marcas y leyendas. La primera que se conoce corresponde a 1767, y estaba constituida por las letras "MR", que hacían referencia a la reina María Teresa. Se conocen más de ocho variantes de tamaños y letras de esta contramarca. La segunda era un "M" dentro de un círculo, y fue puesta por orden de la Junta Gubernativa de Mozambique el 24 de marzo de 1835. La tercera era una rosa de doce pétalos que fue punzonada por decreto el 8 de noviembre de 1851. La cuarta fue un punzón con corona, que al pie contenía las letras "L.M." y fecha 1888. La quinta contenía una corona, al pie las letras "P.M." (Provincia de Mozambique) y fecha 1889. Su tamaño era de 8 milímetros. La última contramarca que se conoce fue utilizada por decreto de 19 de enero de 1889 sobre todo tipo de monedas portuguesas, mexicanas, francos franceses, 960 reis brasileños, talers de María Teresa I de Austria y españolas de 2, 4 y 8 reales. La misma consistía en un punzón con las letras "P.M." en círculo, punzón que estuvo en vigor hasta 1895.

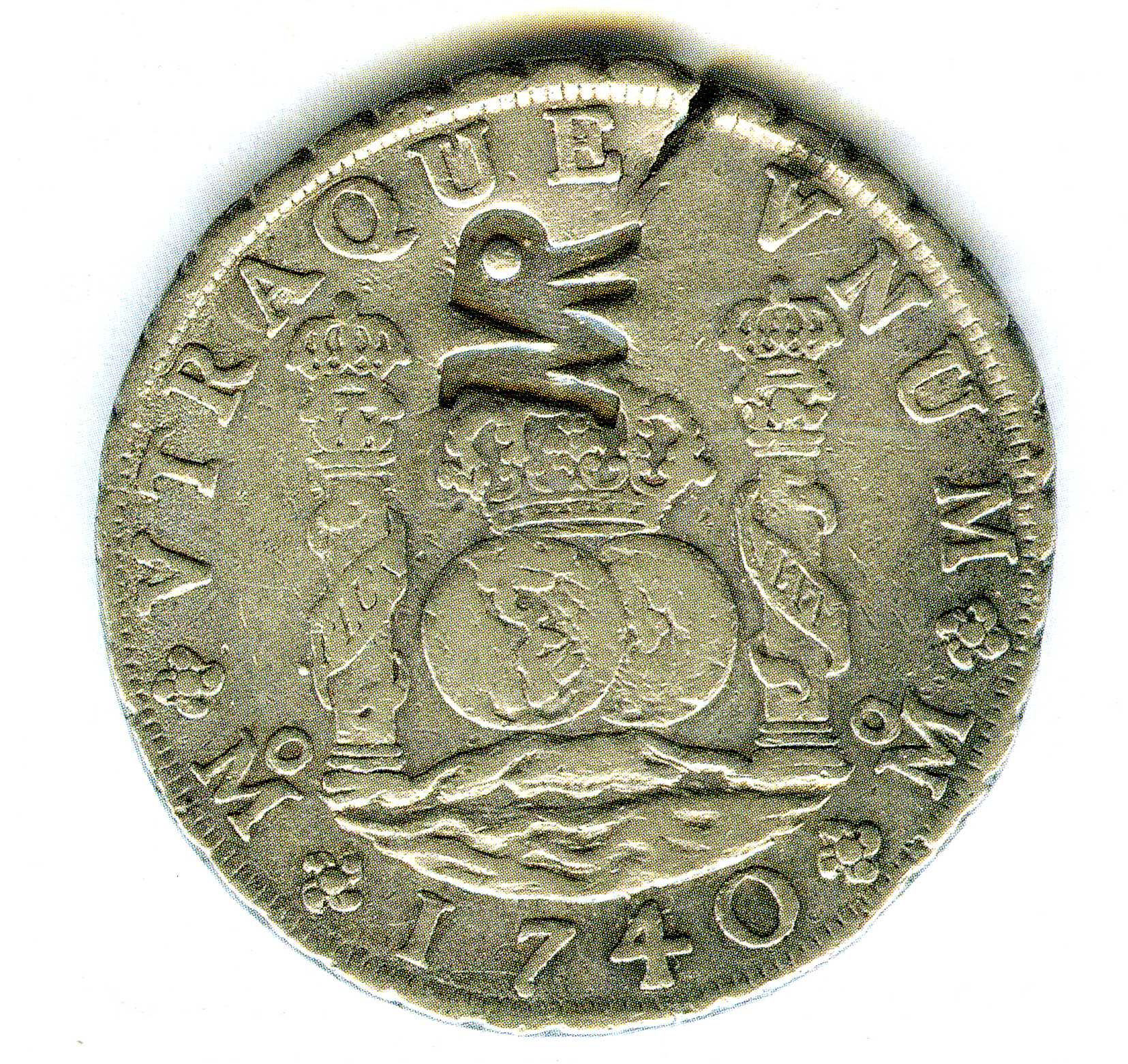
Moneda que circuló en Mozambique con letras "MR".
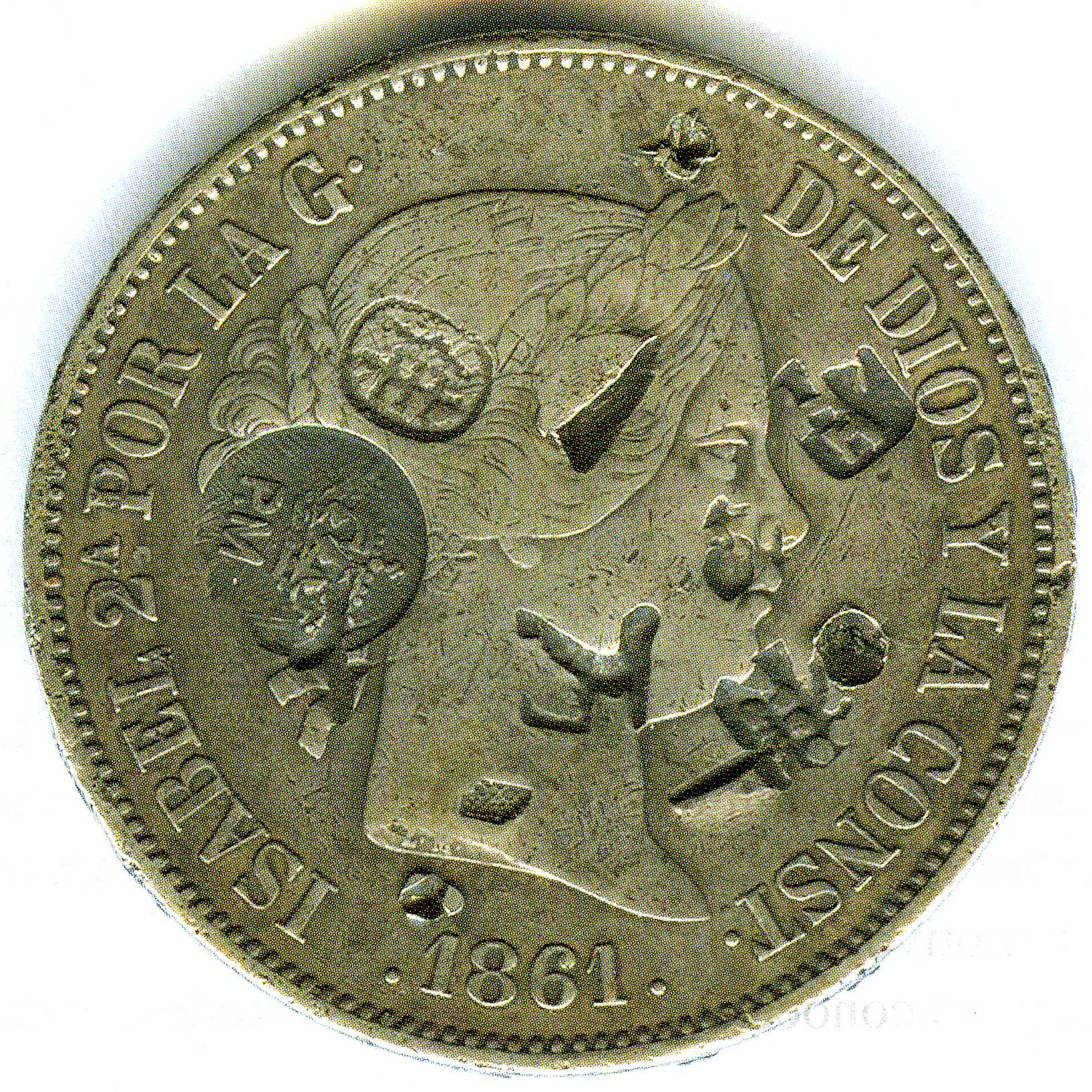
Moneda con corona y letras "PM".

## Comercio exterior
En 2020, el país fue el 110.º exportador más grande del mundo (US $ 5,9 millones en bienes y servicios). En importaciones, en 2019, fue el 114.º mayor importador del mundo: 6400 millones de dólares.

## Sector primario

### Agricultura
Mozambique produjo, en 2010:
- 8,5 millones de toneladas de mandioca (noveno productor mundial);
- 3 millones de toneladas de caña de azúcar;
- 1,6 millones de toneladas de maíz;
- 625 mil toneladas de batata;
- 578 mil toneladas de plátano;
- 343 mil toneladas de tomates;
- 273 mil toneladas de patata;
- 227 mil toneladas de coco;
- 138 mil toneladas de cebolla;
- 134 mil toneladas de arroz;
- 108 mil toneladas de anacardo (undécimo productor mundial);
- 107 mil toneladas de maní;
- 93 mil toneladas de tabaco;
- 90 mil toneladas de sorgo;
- 89 mil toneladas de caupí;
- 85 mil toneladas de ricino;
- 66 mil toneladas de piña;
- 65 mil toneladas de sésamo;
- 50 mil toneladas de frijoles;
- 48 mil toneladas de algodón;
- 32 mil toneladas de té;

Además de producciones más pequeñas de otros productos agrícolas.
Casi el 45% del territorio de Mozambique se puede utilizar para agricultura. Sin embargo, 80% de la producción agrícola es de subsistencia. Hay extracción de madera en las selvas nativas.
Se destaca en la agricultura la producción de algodón, caña de azúcar; castaña de anacardo, copra (o sea, la pulpa del coco) y la mandioca.

### Ganadería
En ganadería, Mozambique produjo, en 2019, 842 millones de litros de leche de vaca, 97 mil toneladas de carne de cerdo, 76 mil toneladas de carne de pollo, 14 mil toneladas de carne de res , entre otros.
En la ganadería, tenía en 2015: 1,3 millones de cabezas de ganado vacuno, 175 mil cerdos, y 122 mil ovejas.
La pesca es reducida - solamente 30.2 mil toneladas en 1996.

## Sector secundario

### Industria
El Banco Mundial ennumera los principales países productores cada año, según el valor total de la producción. Según la lista de 2019, Mozambique tenía la 127.ª industria más valiosa del mundo (US $ 1.3 mil millones).
El país fue el noveno productor mundial de aceite de coco en 2018.
Su industria no es muy variada: alimentos, ropas, tabaco, química y cerveza, casi todo para consumo local.

### Energía
En energías no renovables, en 2015, el país fue el 49.º productor mundial de gas natural, (5,6 mil millones de m³ por año). En la producción de carbón, el país fue el 29.º productor mundial en 2015: 7,2 millones de toneladas.

### Minería
En minería, en 2019, el país fue el quinto productor mundial de titanio El país también es uno de los mayores productores de turmalina y produce grandes cantidades de rubí, amatista y topacio. 
El país también tiene yacimientos de sal, bauxita, oro, grafito y mármol.

## Sector terciario

### Turismo
En 2017, Mozambique recibió 1,4 millones de turistas internacionales. Los ingresos por turismo en 2018 fueron de $ 200 millones.
El país tiene un gran potencial turístico, destacándose las zonas propicias al buceo en sus más de 2 mil km de litoral, y los parques y reservas de vida salvaje en el interior del país. Para atraer inversiones extranjeros, el gobierno creó el una zona de desarrollo económico (llamada en portugués Corredor de Desenvolvimento de Nacala - CDN) cerca de la ciudad de Nacala, con acceso vial, provisión de energía eléctrica, y con conexión por ferrocarril hasta el vecino Malaui.

## Indicadores económicos
- PIB - Producto interior bruto (2004): 5.300 millones de $ USA.
- Paridad de poder adquisitivo (2004): 23.400 millones de $ USA.
- PIB - Per cápita: 275 $ USA.
- Paridad del poder adquisitivo Per cápita (2004): 1.200 $ USA.
- Inflación media anual (2004): 9,1%.
- Deuda externa aprox. (2002): 4.610 millones de $ USA.
- Reservas (2004): 1.130 millones de $ USA.
- Importaciones (2004): 1.425 millones de $ USA.

- Principales países proveedores: Sudáfrica, Australia y Estados Unidos.
- Principales productos de importación: Vehículos, Maquinaria y combustibles.

- Exportaciones (2004): 1.260 millones de $ USA.

- Principales países clientes: Bélgica, Sudáfrica e Italia.
- Principales productos de exportación: Aluminio,  electricidad y marisco.

Estructura del PIB en 2003:
Distribución por sectores económicos del PIB total:
Agricultura, Silvicultura y Pesca: 26%.
Industriay construcción: 31%.
Industrias manufactureras y minería: N.D.
Sector servicios: 42,8%.
- Población activa (2003): 9,8 millones de personas.
- Tasa de desempleo (2004): N.D.
- Población por debajo del nivel de pobreza (2001): 70%.

- (N.D.): No disponible.